# The Times of Harvey Milk
The Times of Harvey Milk (Fernsehtitel: Wer war Harvey Milk?) ist ein Dokumentarfilm von Regisseur Rob Epstein, der 1985 den Oscar für den besten Dokumentarfilm erhielt. Er beschreibt das Leben von Harvey Milk.

## Handlung
Am 27. November 1978 klettert Dan White durch ein Fenster in das Rathaus von San Francisco, betritt das Büro von Bürgermeister George Moscone und erschießt ihn. Danach läuft er in das Büro von Supervisor (Bezirksbürgermeister) Harvey Milk und tötet auch diesen. Dan White, ein Veteran der Armee, früher Polizist und Feuerwehrmann, ist Amtskollege von Harvey Milk.
Das grausame Attentat markiert das radikale Ende der ungewöhnlichen politischen Laufbahn Harvey Milks: In den 1930er Jahren wuchs er im Mittelstandsmilieu von New York auf, bekannte sich von Anfang an zu seiner Homosexualität. Nach einer wechselvollen Karriere – Offizier bei der Navy, Börsenmakler an der Wall Street, Hippie und Anti-Vietnam-Demonstrant – zog er in den frühen 1970er Jahren nach San Francisco. Dort eröffnete er ein Fotogeschäft im damals noch verschlafenen Castro-Distrikt. Er begann für politische Ämter zu kandidieren. Im vierten Versuch, 1977, gelang ihm der Sprung auf den Stuhl des Supervisors im Wahlbezirk 5.
Die Schwulen und andere Minderheiten hatten endlich einen gewählten Vertreter ihrer Interessen. Schon sein Fotoladen war zum Mittelpunkt der Schwulenbewegung, zur Info-Börse der Szene geworden. Der Castro-Distrikt, in dem sich überdurchschnittlich viele Schwule und Lesben niedergelassen hatten, wurde Milks Hausmacht. Ein Ghetto, das frei ist, immer mehr junge und alte Schwule „verführt“, ihr Anderssein zu bekennen, sich ohne Komplexe und Ängste auszuleben.
Dieser Solidarisierungseffekt, den Milk wie eine Lawine ins Rollen bringt, verhindert auch ultrakonservative Gesetzesentwürfe, die etwa Schwulen verbieten sollen, als Lehrer in staatlichen Schulen zu unterrichten. Anfang November 1978 votieren immerhin 60 % der kalifornischen Wähler bei einem Volksentscheid gegen dieses Berufsverbot, ein grandioser Erfolg, der Milks Rolle als einer der populärsten Politiker San Franciscos unterstreicht.
Dan White, Milks Gegenspieler, verwand diese Niederlage nie. Er rächte sich. Erst trat er von seinem Posten zurück, widerrief dann jedoch seinen Entschluss, was gesetzlich unzulässig ist. Bürgermeister Moscone verweigerte ihm die Wiedereinsetzung. Noch bevor er diese Entscheidung öffentlich bekanntgeben konnte, waren er und Harvey Milk von White ermordet worden.
Noch in der Mordnacht versammelten sich über 45.000 Menschen in der Castro-Street. Schweigend marschierten sie zum Rathaus – mit Zehntausenden von flackernden Kerzen. Ein halbes Jahr später begann der Prozess gegen White. Er wurde zu 7½ Jahren Zuchthaus verurteilt, fünf davon saß er ab. Am 21. Oktober 1985, mittlerweile wieder in Freiheit, nimmt sich White das Leben.

## Auszeichnungen (Auswahl)
- Der Film wurde 1985 in der Kategorie Beste Dokumentation mit dem Oscar ausgezeichnet.
- 1984 wurde der Film bei den New York Film Critics Circle Awards als Beste Dokumentation geehrt.
- Auf dem Sundance Film Festival wurde der Film als Beste Dokumentation mit dem Special Jury Prize ausgezeichnet.
- 2012 wurde der Film in das National Film Registry aufgenommen.